# Edificio de la Facultad de Derecho de la Universidad de Belgrado
El edificio de la Facultad de Derecho en Belgrado se encuentra en el Bulevar kralja Aleksandra, 67. Una obra de valores arquitectico – urbanos, como un objeto angular, hecho de acuerdo con el concepto modernista, que de manera significativa articula un espacio más amplio, y como el primer edificio construido exclusivamente para los fines de la Facultad de Derecho, una de las instituciones de educación superiores de Serbia, también tiene el valor histórico – cultural. El edificio de la Facultad de Derecho en Belgrado fue declarada un monumento cultural.

## Historia
La idea sobre la construcción del edificio nació en 1933, cuando para la realización del proyecto fue invitado el profesor arquitecta Svetozar Jovanović. El lugar donde se levantó el objeto fue dedicado a la construcción de edificios universitarios bajo el Plan general del año 1923, al igual que mediante decisiones previas del Municipio de Belgrado de 1920 – 1922 con las cuales fue cedida a la Universidad de Belgrado la ubicación cerca de Vukov spomenik. La construcción empezó en 1921, proyectando en primer lugar la Biblioteca de la Universidad de Belgrado, y continuó en 1925, cuando se proyectó el edificio de la Facultad Técnica. La Biblioteca universitaria fue terminada en 1926 bajo el proyecto del arquitecto Nikola Nestorović y Dragutin Đorđević, y el construcción de la Facultad Técnica en 1931. El primer proyecto para el edificio de la Facultad de Derecho, que más tarde fue abandonado, fue hecho por el profesor arquitecto Svetozar Jovanović en el espíritu académico y estilísticamente equilibrado con los edificios ya construidos de la Biblioteca universitaria y de la Facultad Técnica.

## Arquitectura
El edificio de  Facultad de Derecho у Belgrado fue construida desde 1936. hasta 1940.  según el proyecto del arquitecto Petar Bajalović, con la ayuda y realización del profesor arquitecto Petar Anagnostij.
La base del edificio tiene la forma de un triángulo redondeado con una enfatizada entrada en la esquina. Está hecha en estilo moderno[4] con fachadas rectas sin diseño ornamental, marcadas solamente con horizontales de coronas de ventanas poco profundas. En avant-corps (“cuerpo adelantado“) hacia la calle están destacadas las líneas verticales en forma de pilastras planas entre las ventanas. La fachada hacia el parque y el hotel “Metropol“ está hecha de manera extremamente funcionalista con grandes paredes planos y aberturas de ventanas. Las fachadas externas del edificio (hacia la calle y el parque) están recubiertas con piedras artificiales, mientras que la parte del zócalo, que se extiende hasta la ventana de la planta baja elevada, está cubierta con losas de piedras naturales talladas. El pórtico de entrada, que representa el acento más representante de la fachada, y escaleras están cubiertas por piedra naturale. El pórtico que destaca el ángulo con su monumentalidad y diseño representa el contraste a fachadas blandas y contribuye a la impresión de dinamismo de toda la construcción. El dinamismo de todo el corpus está destacado también por las formas cúbicas y redondas enfrentadas que se intercambian constantemente.

## Interior
Las escaleras desde el vestíbulo llevan a un gran anfiteatro que puede acomodar a 800 oyentes.  En el piso está hecho también un pequeño anfiteatro para aproximadamente 300 oyentes. En ambas partes del edificio se encuentran salas de seminarios y oficinas. 

## Valor
El edificio de la Facultad de Derecho es una obra de valores arquitectico – urbanos, como un objeto angular, hecho de acuerdo con el concepto modernista, que de manera significativa articula un espacio más amplio y con el cual empieza una parte del complejo de edificios universitarios. Al mismo tiempo, como el edificio especialmente construido para las necesidades de la Facultad de Derecho en Belgrado, que hoy en día sique estando allí, el edificio también tiene un valor histórico – cultural. 